# 안극창
안극창(安克昌, 1960년 12월 6일~2000년 12월 2일)은 대한민국의 의사이다. 일본 태생의 재일 한국인이며, 1997년에 산토리 학예상을 수상했다.